# Борновас, Василиос
Васи́лиос Борно́вас (греч. Βασίλειος Μπορνόβας; род. 10 сентября 1956, Афины) — греческий дипломат, чрезвычайный и полномочный посол Греции в Украине (с 2019).

## Биография
Родился 10 сентября 1956 года в Афинах.
В 1981 году окончил юридический факультет Фракийского университета имени Демокрита в Комотини.
С 1983 по 1985 год проходил службу в рядах Вооружённых сил Греции.
С 1985 по 1987 год учился в Национальной школе государственного управления, по окончании которой поступил на дипломатическую службу.
С 1988 по 1992 год работал в должности третьего секретаря Управления А4 по Турции.
С 1992 по 1996 год был в должности консула в Генеральном консульстве Греции в Гирокастра, в Албании.
С 1996 по 1998 год был в должности советника Управления D3 по ОБСЕ и Совету Европы.
С 1999 по 2002 год работал в должности первого советника Посольства Греции в Риме.
С 2003 по 2008 год — директор Департамента политических дел в городе Ксанти, в Греции.
С 2008 по 2011 года был в должности генерального консула в Генеральном консульстве Греции в Стамбуле, в Турции.
С 2011 по 2012 года работал заместителем директора Управления D1 по ООН и международным организациям и конференциям в Министерстве иностранных дел Греции.
С 2012 по 2014 год был заместителем Председателя дипломатической миссии Греции в Бейруте, в Ливане.
В 2014 году получил звание Полномочного министра второго ранга.
С 2014 по 2015 года работал директором Управления B5 по двусторонним экономическим отношениям с центральными юго-американскими, тропической Африки, африканскими и азиатскими странами.
С 2015 по 2016 год — директор Управления A3 по Юго-европейским странам.
С 2016 по 2019 год был в должности Чрезвычайного и Полномочного Посла Греции в Хашимитском Королевстве Иордания.
3 октября 2019 года назначен Чрезвычайным и Полномочным Послом Греции на Украине. 17 октября 2019 года вручил копии верительных грамот заместителю министра иностранных дел Украины по вопросам европейской интеграции Елене Зеркаль. 14 ноября 2019 года встретился с предстоятелем Православной церкви Украины митрополитом Киевским Епифанием (Думенко), поздравив его с признанием ПЦУ Элладской православной церковью.